# 天山橐吾
天山橐吾（学名：Ligularia narynensis）为菊科橐吾属的植物。分布在俄罗斯以及中国大陆的新疆等地，生长于海拔800米至3,200米的地区，多生长于林下、阴坡灌丛、山坡草地及高山草地，目前尚未由人工引种栽培。

## 异名
- Ligularia schischkinii N. Rnbtz.